# Isabelle Gulldén
Isabelle Therese Gulldén (n. 29 iunie 1989, în Partille, lângă Göteborg) este o handbalistă suedeză care joacă pentru echipa națională a Suediei pe postul de coordonator. Ea a participat la Olimpiada de vară din 2008, de la Beijing, Olimpiada de vară din 2012, de la Londra și la  Olimpiada de vară din 2016 de la Rio de Janeiro.
Este una dintre cele mai apreciate jucătoare străine care a trecut prin campionatul românesc datorită abilităților ei de lider, care au dus CSM București către victoria în Liga Campionilor în sezonul 2015-2016.
Ea a primit premiul de "Cetățean de onoare" al municipiului București în 2016.

## Biografie
Isabelle Gulldén și-a început cariera ca junioară și a jucat de-a lungul anilor la clubul suedez IK Sävehof, cu care a câștigat Campionatul Suediei în 2007, 2008, 2009 și 2010. În vara anului 2011, Gulldén s-a transferat la clubul din prima divizie daneză Viborg HK.
Cu selecționata națională a Suediei, Gulldén a jucat 224 de meciuri, în care a înscris 846 de goluri. În 2008, echipa sa s-a clasat pe locul 9 la Campionatul European din Macedonia și a fost eliminată în sferturile de finală ale Jocurilor Olimpice de Norvegia, viitoare campioană olimpică. La Campionatul Mondial de Handbal Feminin din 2009, Suedia a terminat pe locul 9, apoi a devenit vicecampioană europeană în 2010, la campionatul desfășurat în Danemarca și Norvegia. Gulldén a participat cu echipa națională a Suediei și la Jocurile Olimpice din 2012, unde a terminat pe locul 11, din 12 participante.
În decembrie 2014 câștiga medalia de bronz cu selecționata Suediei la CE găzduite de Ungaria și Croația, învingând Muntenegru în finala mică a turneului.Tot în cadrul Campionatului European din 2014 este desemnată MVP-ul turneului.
În 2015 s-a transferat la CSM București, iar pe 8 mai 2016 a câștigat Liga Campionilor pentru prima dată în carieră, devenind totodată și golgheterul competiției, cu 108 goluri.

## Altele
Porecla Isabellei Gulldén este „Bella”. Ea mai are o soră pe nume Rebecca și un frate numit Pontus. Unchiul lui Gulldén este Christer Gulldén, fost sportiv de lupte greco-romane, care a obținut medalia de bronz la Campionatul European din 1981 și locul patru la Jocurile Olimpice de vară din 1988.

## Palmares internațional
Echipa națională
- Campionatul European:
  -  Medalie de argint: 2010
  -  Medalie de bronz: 2014

Club
- Liga Campionilor EHF:
  -  Câștigătoare: 2016, 2022
  - Medalie de argint: 2021
  - Medalie de bronz: 2017, 2018

- Campionatul Suediei:
  - Câștigătoare: 2007, 2008, 2009, 2010

- Cupa Danemarcei:
  - Câștigătoare: 2011

- Liga Națională:
  - Câștigătoare: 2016, 2017, 2018

- Cupa României:
  -  Câștigătoare: 2016, 2017, 2018

- Supercupa României:
  -  Câștigătoare: 2016, 2017

## Premii individuale
- Cea mai bună handbalistă (MVP) la Campionatul European: 2014;
- Cea mai bună marcatoare a Campionatului European: 2014 (58 de goluri);
- Cea mai bună marcatoare a Ligii Campionilor EHF: 2016 (108 goluri);
- Cea mai bună handbalistă suedeză a sezonului 2011/2012;[9]
- Cea mai bună handbalistă străină din Liga Națională: 2015[10], 2016[11], 2017[12];
- Cea mai bună handbalistă din toate timpurile în campionatul suedez;
- Cea mai bună handbalistă tânără din campionatul suedez: 2008;
- Cetățean de onoare al Bucureștiului: 2016[13][14]